# Vallásföldrajz

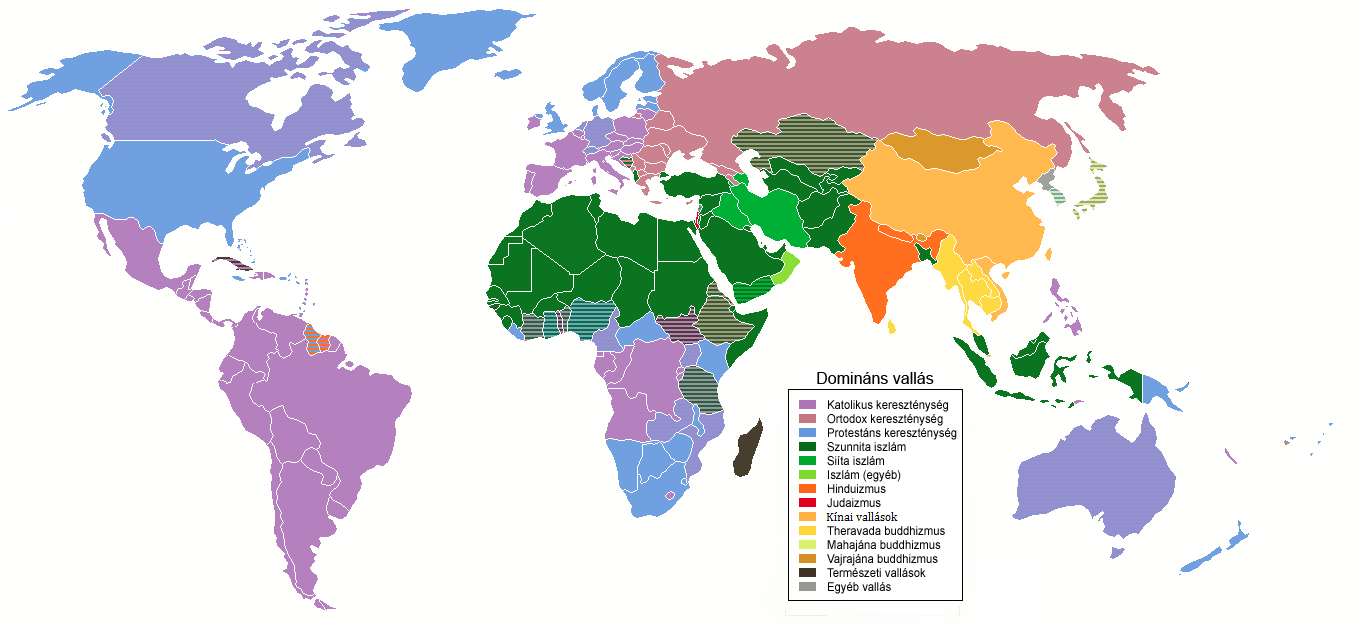
A világ vallásai terület, állam és dominancia szerint

A vallásföldrajz a földrajztudomány - azon belül a népességföldrajz - egyik részterülete. Ugyanakkor a vallástudomány egyik ága is.
Egyes megközelítések szerint a Föld népességének vallás szerinti megoszlásával, vallási hovatartozásával, a különböző térségek, országok vallási viszonyaival, továbbá a természeti-társadalmi jelenségek és a vallások (vallási nézetek, szerveződések) kölcsönös kapcsolataival, térségi problémáival foglalkozik. Más megközelítés szerint a vallásföldrajz a vallás vagy a vallási tanítások térbefolyásoló szerepével foglalkozik (Berényi István). Végül pedig: a vallásföldrajz a kölcsönös vallás/tér-kapcsolattal foglalkozik, azaz a vallások befolyásával a földrajzi környezetre és fordítva, a természeti, kulturális, szociális és technikai környezet befolyásával a vallási elképzelésekre (Gisbert Rinschede)

## Tárgya
Tárgyát tekintve a vallásföldrajz igen széles területet ölelhet fel:
- a vallásföldrajzi kutatások időszerűsége;
- a világvallások társadalmi és kulturális szerepének interdiszciplinális elemzése;
- az etika és a kultúra kapcsolata a vallásokkal;
- a vallási élmény és motiváció, a vallásosság;
- a vallásföldrajz tagolódása;
- a vallásföldrajz és a vallási kultúrák regionalitása;
- a vallások helyzete a különböző kontinenseken, vallásföldrajzi régiókban;
- vallások időbeli és térbeli változása, a világvallások kialakulásának, szétterjedésének és térbeli elterjedésének földrajzi sajátosságai;
- a vallás hatása a gazdasági tevékenységre;
- a vallás hatása a demográfia alakulására (házasság, generációk magatartása);
- a vallás hatása a kultikus helyek látogatására (vallási turizmus), a vallás által motivált közlekedésre.

## Tagolása
- Az általános vallásföldrajz a kultúra-civilizáció-vallás összefüggésébe ágyazva vizsgálja a vallás és a földrajzi környezet kölcsönhatásait, összefüggéseit (pl.: vallás és ökonómia, vallás és ökológia, vallás és demográfia, vallás és politika).
- Az ágazati vallásföldrajz az egyes vallások földrajzi szemléletű tárgyalásával foglalkozik (földrajzi elterjedés, hitéleti gyakorlat, szervezeti felépítés). Különösen fontos vizsgálati területe az egyes felekezetek etikai előírásai földrajzi vonatkozásainak számbavétele.
- A regionális vallásföldrajz feladata a földrészek, országok, térségek vallási viszonyainak jellemzése, bemutatása. (Felekezeti megoszlás, vallások kapcsolata egymással, vallás és környezet.)
- A történeti vallásföldrajz tárgya egyrészt a vallás és környezet történetileg változó kapcsolata, másrészt a vallás történeti változása a térben.  Gyakorlati megjelenése az egyes térségek, országok múltbeli vallásföldrajzi viszonyait feltáró munka.

## Kapcsolatai

### Külső kapcsolatai
Elsősorban a földrajztudomány és a vallástudomány határterületét vizsgálja, részben azonban az etnográfia, a filozófia, a közgazdaságtudomány, politikatudomány, történettudomány, statisztika határterületeivel is foglalkozik.

### Belső kapcsolatai
A földrajztudományon belül szoros kapcsolatban áll a kultúrgeográfiával, népességföldrajzzal, történeti földrajzzal, politikai földrajzzal, szociálgeográfiával, gazdaságföldrajzzal, valamint a térképészettel, településföldrajzzal, idegenforgalmi földrajzzal, magatartásföldrajzzal.

## Magyarországi története

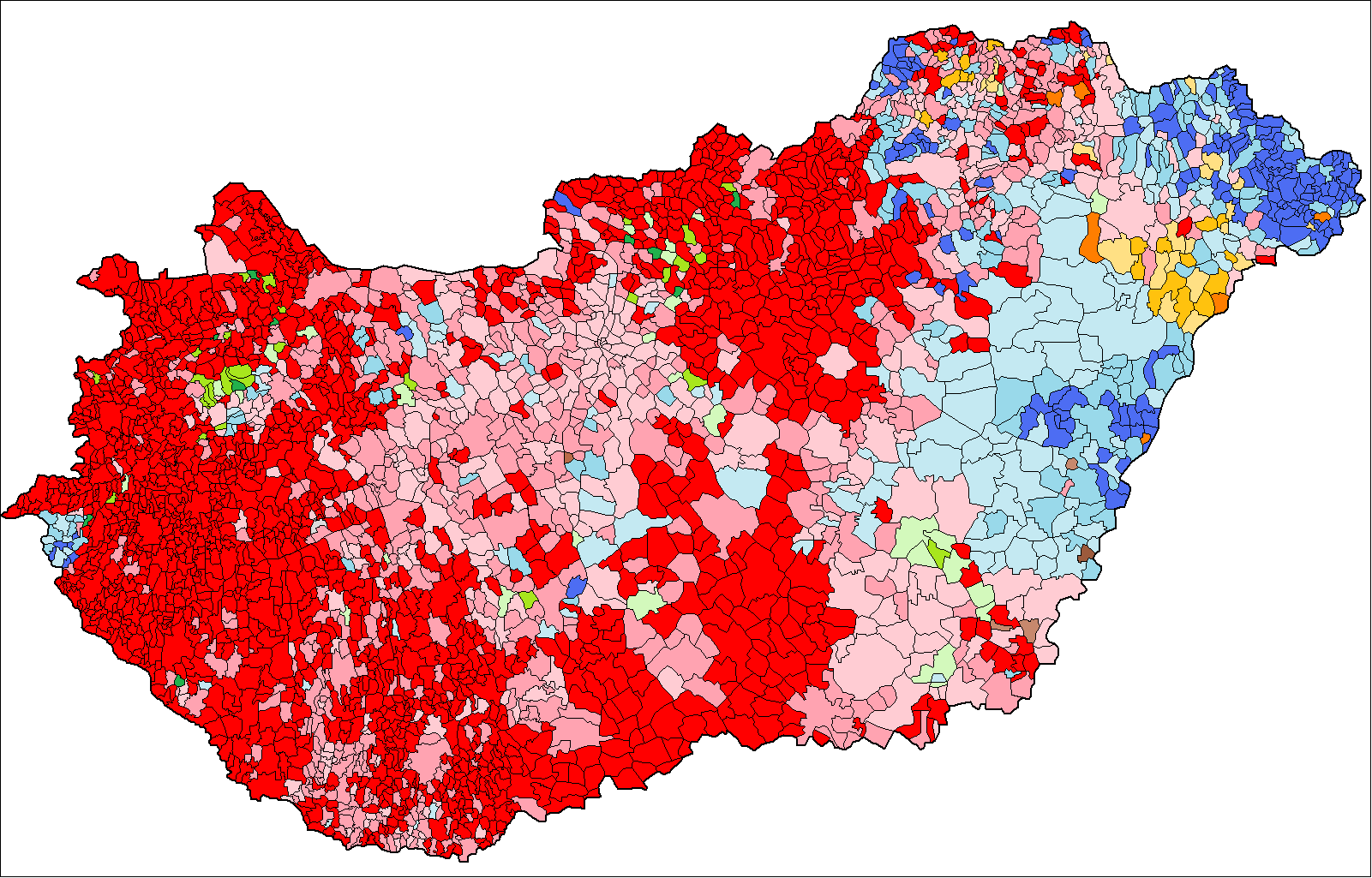
Vallási közösségek Magyarországon

A vallás és a földrajz kapcsolatrendszerében Kant – illetve a felvilágosodás – koráig a kettő közti viszonyt – elméleti szinten, az elvi megalapozás tekintetében – a vallás határozta meg. Gyakorlatilag pedig a földrajz – mint tudomány – a vallásos világképbe illeszkedett. A 18. századtól ebben gyökeres fordulat állt be: elméleti szinten a vallás helyét átvette a filozófia, gyakorlatilag pedig a vallás maga csak a földrajz egyik – változó jelentőségű – tárgya lett.
A tulajdonképpeni vallásföldrajz akkor született meg, amikor a földrajz elszakította a valláshoz fűződő szálakat. A szükségszerű kapcsolat ugyan továbbra is megmaradt, ám intenzitásában jelentősen gyengült, irányában, jellegében alapvetően módosult: a vallás mint determináló tényező helyét a földrajz vette át.
A 19. század végén Magyarországon a kialakuló emberföldrajzon belül is kezdte elfoglalni a maga helyét a vallásföldrajz. Szerepét meglehetősen szélsőségesen értékelték, de létjogosultságát egyre kevesebben vitatták. Ekkor születtek az első áttekintések a vallásföldrajzról Hézser Aurél, Czirbusz Géza tollából. Ugyanekkor Magyarország vallásföldrajzának első leírásai is ekkor készültek, Prinz Gyula, Fodor Ferenc jóvoltából.
A második világháború utáni változások a vallási szempontot egyértelműen leértékelték, negligálták. Amikor az később kezdett visszaszivárogni a földrajzba, akkor eléggé egyoldalú, gazdasági vonatkozása játszhatott csak szerepet.
A rendszerváltás után viszonylag gyorsan igen széles körben – bár változó mélységben és intenzitással – a különböző földrajzi diszciplínák diskurzusainak tárgya lett. A dolgozatok közül azonban a legtöbb – a téma frissességéből fakadóan is – csupán a leglényegesebb alapok, jellegzetességek ismertetésére szorítkozott. Kevés az igazán jó, mély részlettanulmány (Bartha Elek, Kocsis Károly, Bajmócy Péter).